# Sävsjön (Sävsjö socken, Småland)
Sävsjön är en sjö i Sävsjö kommun i Småland och ingår i Lagans huvudavrinningsområde. Sjön har en area på 0,178 kvadratkilometer och ligger 215 meter över havet. Sjön avvattnas av vattendraget Sävsjöån.

## Delavrinningsområde
Sävsjön ingår i det delavrinningsområde (636544-143185) som SMHI kallar för Mynnar i Skålån. Medelhöjden är 233 meter över havet och ytan är 9,53 kvadratkilometer. Det finns ett delavrinningsområde uppströms, och räknas det in blir den ackumulerade arean 46,78 kvadratkilometer. Sävsjöån som avvattnar avrinningsområdet har biflödesordning 3, vilket innebär att vattnet flödar genom totalt 3 vattendrag innan det når havet efter 228 kilometer. Delavrinningsområdet består mestadels av skog (48 %) och jordbruk (15 %). Avrinningsområdet har 0,18 kvadratkilometer vattenytor vilket ger det en sjöprocent på 1,8 %. Bebyggelsen i området täcker en yta av 2,3 kvadratkilometer eller 24 % av avrinningsområdet.